# يان سيباستيان يوريه
يان سيباستيان يوريه (بالفرنسية: Jean-Sébastien Jaurès)‏ (مواليد 30 سبتمبر 1977 في تور - فرنسا) لاعب كرة قدم فرنسي يلعب حاليا لصالح نادي الدرجة الأولى بوروسيا مونشنغلادباخ الألماني منذ 2008 في مركز قلب الدفاع .

## روابط خارجية
- يان سيباستيان يوريه على موقع رابطة كرة القدم الفرنسية للمحترفين (الإنجليزية)
- يان سيباستيان يوريه على موقع قاعدة بيانات كرة القدم.إي يو (الإنجليزية)
- يان سيباستيان يوريه على موقع عالم كرة القدم.نت (الإنجليزية)